# Yo no puedo callar (canción)
«Yo no puedo callar» es el título de una canción del prolífico compositor nicaragüense Carlos Mejía Godoy compuesta en 1970, y que fue dada a conocer a nivel centroamericano por la intérprete nicaragüense Consuelo Espinoza con arreglo de Allen Torres para el Primer Festival de la Canción organizado en San José, Costa Rica.
"Yo no puedo callar" es una canción protesta de amplia difusión a nivel iberoamericano; aunque para su autor es música testimonal.

## Interpretaciones
- Grupo Comanche de Guatemala.
- Cecilia Mitchel de Costa Rica.
- Flora Balarezo, hermana Trinitaria de Perú (1993). Grabó una versión adaptando la letra.
- Coro de Acteal de México. Grabó una versión adaptando la letra en honor a los mártires de Acteal.[1]